# Eugene van Tamelen
Eugene Earle van Tamelen (* 20. Juli 1925 in Zeeland (Michigan); † 12. Dezember 2009 in Los Altos (Kalifornien)) war ein US-amerikanischer Chemiker.

## Biografie
Van Tamelen begann zunächst ein Designstudium am Hope College in Holland (Michigan), um Automobildesigner zu werden. Allerdings entschloss er sich nach einem Kurs in organischer Chemie ein Studium der Chemie zu beginnen, das er 1947 am Hope College abschloss. Noch während seines Studiums verfasste er einen Fachaufsatz mit dem Titel "The Malonic Ester Reaction With 1-Halo-nitroparaffins" im Journal of the American Chemical Society (JACS). 1950 erwarb er einen Doktortitel an der Harvard University.
Im Anschluss wurde er Lecturer an der Chemischen Fakultät der  University of Wisconsin. 1962 nahm er den Ruf als Professor für Chemie an der Stanford University an und war dort bis zu seiner Emeritierung 1987 tätig. Während seiner Lehr- und Forschungstätigkeit veröffentlichte er mehr als 150 weitere Aufsätze im JACS. Zu seinen Arbeitsgebieten gehörte die Erforschung der körpereigenen Produktion von Cholesterin. Dabei erforschte er das Molekül Squalenoxid, das ein entscheidender Bestandteil in einer komplexen Reaktion war, welche ein Gewirr von verbundenen Kohlenstoffringen im Kern von Cholesterolmolekülen erstellt. Daneben gelang ihm 1963 die künstliche Herstellung von reinem Dewar-Benzol.
Zu seinen Studenten zählte unter anderem der spätere Nobelpreisträger für Chemie, Barry Sharpless.
Für seine Verdienste wurde er zum Mitglied der National Academy of Sciences ernannt, 1972 wurde er in die American Academy of Arts and Sciences gewählt.
Eric Jacobsen, Sheldon Emery Professor für Chemie am Institut für Chemie und chemische Biologie der Harvard University, würdigte ihn als "organischen Chemiker, der aber wirklich große Fragen stellte, die die spezifische Disziplin der organischen Chemie übertrafen, und als einen der ersten Menschen, die das untersuchten, was wir die biomimetische Annäherung an die Synthese nennen. Van Tamelens Erforschung von Squalenoxid lieferte eine sagenhafte Erkenntnis, die den Grundstock für eine Reihe von Erkenntnissen in der Chemie und bei Arzneimitteln legte."